# Institutul Courant de Științe Matematice
Institutul Courant de Științe Matematice (cunoscut în mod obișnuit ca Courant sau CIMS) este școala de cercetare în matematică a Universității din New York (NYU). Fondat în 1935, institutul poartă numele lui Richard Courant, unul dintre fondatori și profesor de matematică la NYU între 1936 și 1972, și servește drept centru pentru cercetare și formare avansată în informatică și matematică. Institutul este situat în Gould Plaza, lângă Stern School of Business și departamentul de economie al College of Arts and Science din cadrul NYU.
Directorul Institutului Courant raportează direct rectorului și președintelui universității și colaborează strâns cu decanii și directorii celorlalte colegii și divizii din cadrul NYU. Programele de licență și cele postuniversitare ale institutului sunt administrate independent de către CIMS, fiind afiliate formal cu College of Arts and Science, Tandon School of Engineering și Graduate School of Arts and Science din cadrul NYU.

## Istoric
În 1934, Richard Courant a părăsit Universitatea din Göttingen (Germania) pentru a deveni profesor invitat la Universitatea din New York (NYU). A primit sarcina de a reconstrui Departamentul de Matematică din cadrul Graduate School of Arts and Science al NYU. Ulterior, i s-au alăturat Kurt O. Friedrichs și James J. Stoker.
În 1946, departamentul a fost redenumit Institutul pentru Matematică și Mecanică. În același an, profesorul NYU Morris Kline s-a concentrat asupra problemelor matematice legate de propagarea undelor electromagnetice. Acest proiect a condus la înființarea Diviziei de Propagare a Undelor și Matematică Aplicată a institutului.
În 1952, Comisia pentru Energie Atomică a SUA a instalat unul dintre primele calculatoare electronice la NYU, ceea ce a dus la crearea Laboratorului de Matematică și Calcul Courant. Divizia de Magnetohidrodinamică a fost lansată în 1954, pornind de la un proiect de fuziune cu plasmă al profesorului Harold Grad de la NYU.
Institutul a fost în avangarda utilizării echipamentelor hardware avansate, deținând un calculator timpuriu IBM 7094 și al patrulea calculator CDC 6600 produs. Divizia de Dinamică a Fluidelor Computaționale a fost înființată în 1978, ca urmare a unui proiect condus de profesorul Paul R. Garabedian de la NYU.

## Academice

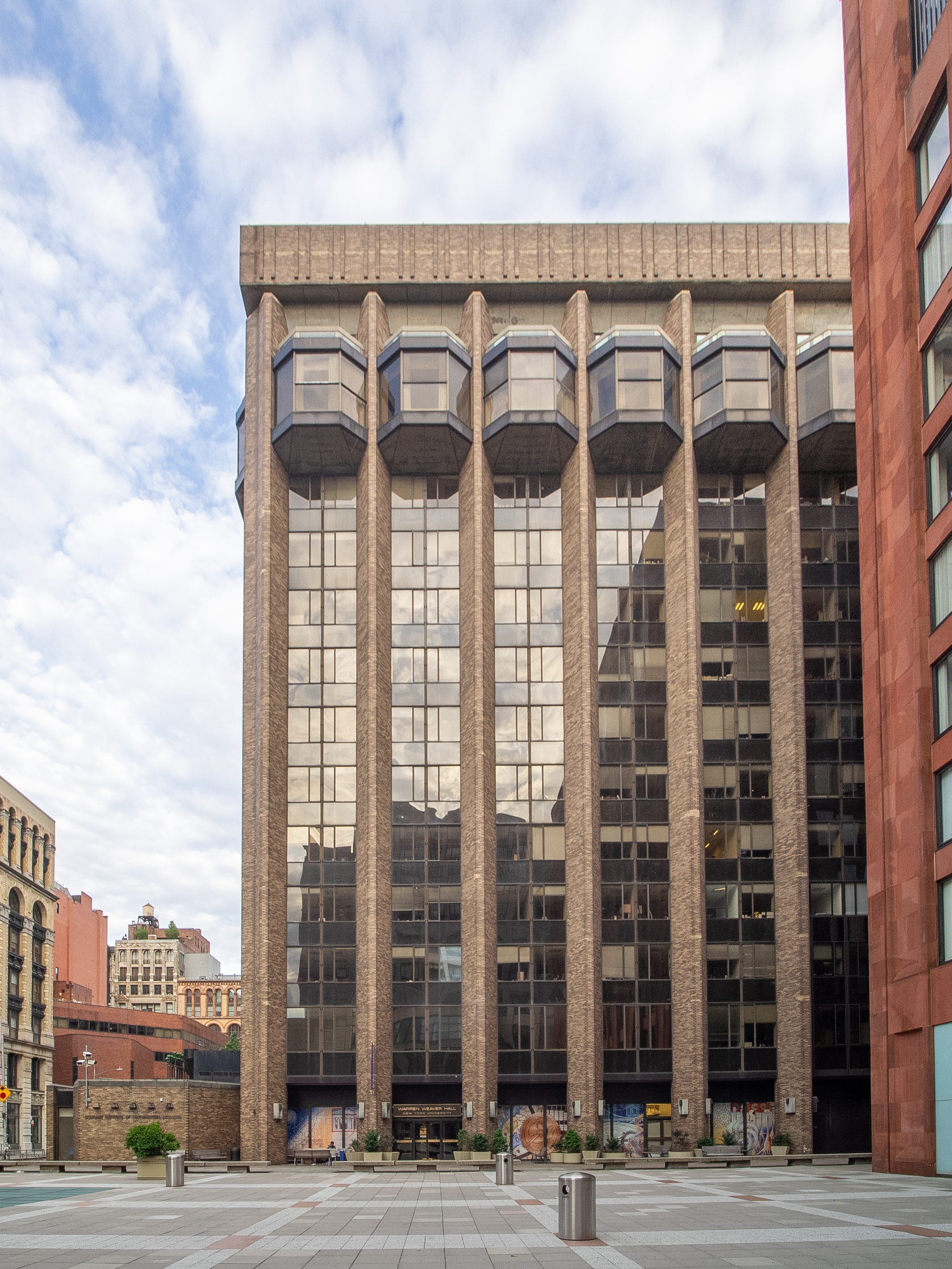
Vedere a clădirii Warren Weaver Hall, sediul Institutului Courant, dinspre Gould Plaza

### Clasamente
Institutul Courant este specializat în matematică aplicată, analiză matematică și calcul științific. Accentul este pus pe ecuațiile diferențiale parțiale și aplicațiile acestora. Departamentul de matematică este clasat constant pe locul 1 în Statele Unite în domeniul matematicii aplicate. Alte domenii de excelență includ analiza matematică (locul 6 în 2022) și geometria (locul 12 în 2022).
În domeniul informaticii, CIMS se concentrează pe învățare automată, teoria calculului, limbaje de programare, grafică pe calculator și calcul paralel. În 2022, programul de informatică a fost clasat pe locul 19 la nivel global în clasamentul programelor de informatică și sisteme informaționale. În același an, Clasamentul Academic al Universităților Mondiale (ARWU) a plasat Institutul Courant pe locul 9 la nivel mondial în domeniul matematicii.
Șase membri ai corpului profesoral (la momentul decernării) au fost distinși cu Medalia Națională pentru Știință: Kurt O. Friedrichs, Peter Lax, Cathleen Synge Morawetz, Louis Nirenberg, Charles S. Peskin și S. R. Srinivasa Varadhan. Mikhail Gromov a fost laureat al Premiului Kyoto, iar nouă profesori au primit distincții pentru carieră din partea National Science Foundation. Profesorii Courant Lax, Varadhan, Gromov și Nirenberg au primit, respectiv, Premiul Abel în anii 2005, 2007, 2009 și 2015 pentru contribuțiile lor în ecuații diferențiale parțiale, probabilități și geometrie. Louis Nirenberg a primit, de asemenea, Medalia Chern în 2010, iar Subhash Khot a fost laureat al Premiului Nevanlinna în 2014. Amir Pnueli și Yann LeCun au fost distinși cu Premiul Turing în 1996, respectiv 2018. De asemenea, Jeff Cheeger a primit Premiul Shaw pentru științe matematice în 2021.

### Admitere
Institutul Courant oferă programe de studii universitare și postuniversitare în matematică și informatică, inclusiv diplome de tip Licență în Arte (BA), Licență în Științe (BS), Master în Științe (MS) și Doctorat (PhD). Ratele de admitere variază în funcție de program, între 3% și 29%. Rata generală de admitere la programele de studii postuniversitare CIMS este de aproximativ 15%, iar procesul de selecție este unul holistic.
Deși o medie academică ridicată la nivel de licență și un scor mare la examenul GRE sunt frecvent întâlnite în rândul candidaților acceptați, acestea nu sunt cerințe formale. Calitățile personale, caracterul și dovezile de abilități cantitative solide sunt factori importanți în procesul de admitere. În acord cu lărgimea științifică a institutului, sunt bineveniți candidați cu formare academică în domenii cantitative precum economie, inginerie, fizică sau biologie, pe lângă matematică.
Admiterea la programele de licență nu este gestionată direct de institut, ci de biroul de admitere al College of Arts and Science din cadrul NYU.

### Programe postuniversitare
Departamentul de Matematică al Institutului Courant oferă programe de doctorat (PhD) în Matematică, științe atmosferă‑ocean și biologie computațională; iar programe de master (MS) în financiar matematic, matematică și calcul științific.

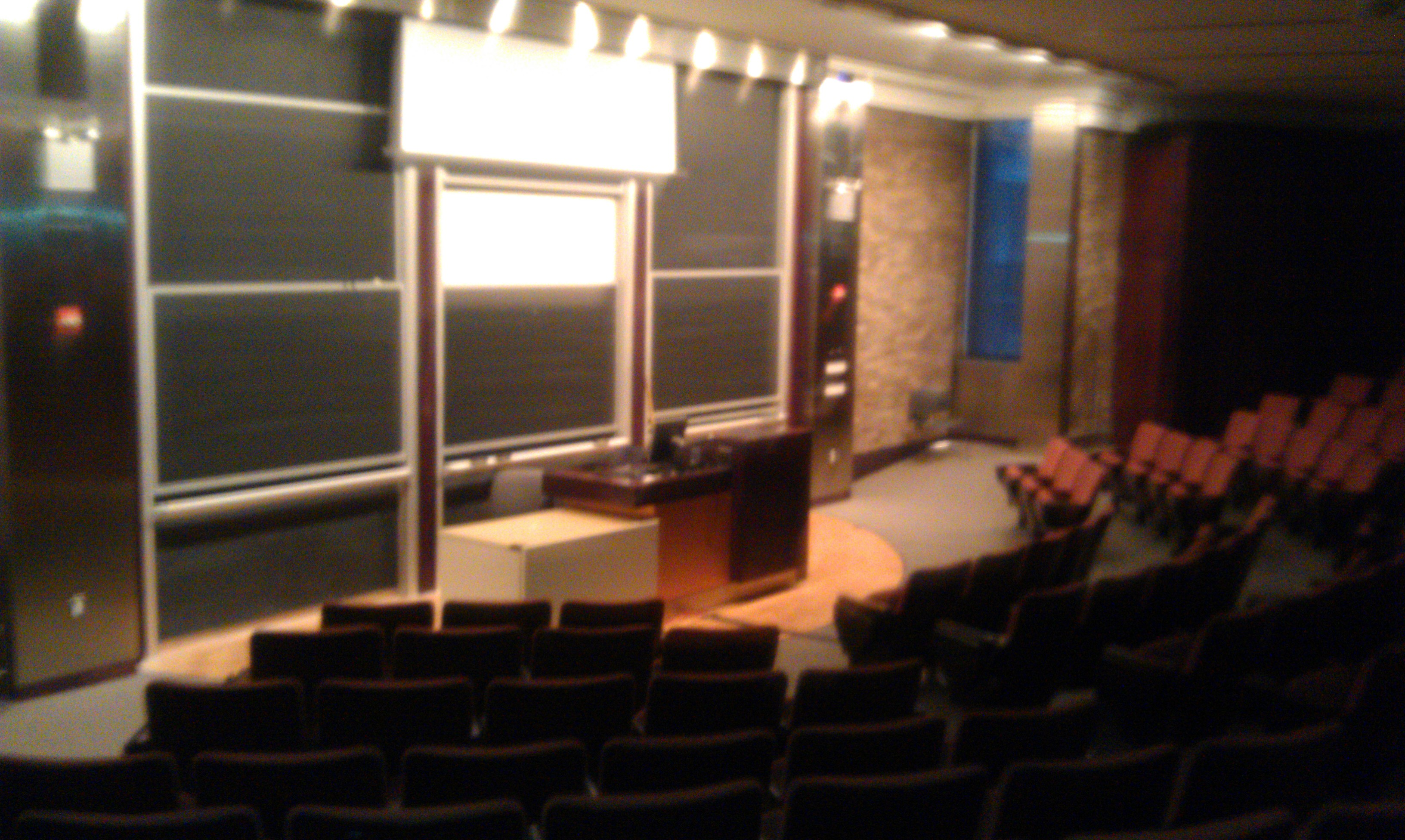
Sala de curs din Warren Weaver Hall

Departamentul de Informatică oferă un doctorat în informatică, precum și programe de master în informatică, sisteme informaționale (în colaborare cu Stern School of Business) și calcul științific. În cadrul programului de doctorat, fiecare student trebuie să obțină note de A sau A– la examenul final din cursurile de algoritmi, sisteme, aplicații și un curs avansat (de ex. criptografie sau metode numerice), chiar și dacă nu este înscris la acestea. Studenții pot susține final exam fără a fi prezenți la curs.
Programul de master în informatică oferă studiu aprofundat privind principiile fundamentale, design-ul și aplicațiile sistemelor informatice. Absolvenții sunt pregătiți atât pentru poziții de dezvoltare avansată în industrie, cât și pentru cercetare de vârf. Termenul „Master in Information Systems” se concentrează pe utilizarea sistemelor informatice în mediul de afaceri. Programul de „Master in Scientific Computing” oferă formare în calculul științific, folosind tehnologie modernă pentru modelare matematică în diverse domenii.
Curriculumul de bază pentru toți studenții postuniversitari în informatică include algoritmi, limbaje de programare, compilatoare, inteligență artificială, baze de date și sisteme de operare. Cursuri avansate sunt disponibile în domenii precum procesare limbaj natural, teoria calculului, viziune pe calculator, inginerie software, optimizarea compilatoarelor, grafică, calcul distribuit, multimedia, rețele, criptografie și securitate, precum și finanțe computaționale. Cursuri speciale sunt predate și de cadre din industrie și alte instituții.
Toți studenții doctoranzi CIMS beneficiază în mod obișnuit de finanțare prin bursele GSAS MacCracken, care acoperă taxa de școlarizare, stipendiul pe 9 luni, asigurare medicală și cazare specială, valabile până la 5 ani, condiționat de progresul academic satisfăcător.
Doctoranzii urmează cursuri avansate, apoi încep cercetarea, redactarea și susținerea tezei de doctorat. În timpul programului, studenții pot obține și un master. Există oportunități specifice de finanțare în domenii precum mecanică, teoria numerelor, probabilități și calcul științific. Candidații PhD trebuie să susțină examen scris și oral preliminar, apoi apărarea tezei. Fiecare doctorand beneficiază de stație de lucru Unix dedicată, acces larg la resurse de calcul distribuit.

### Programe de licență

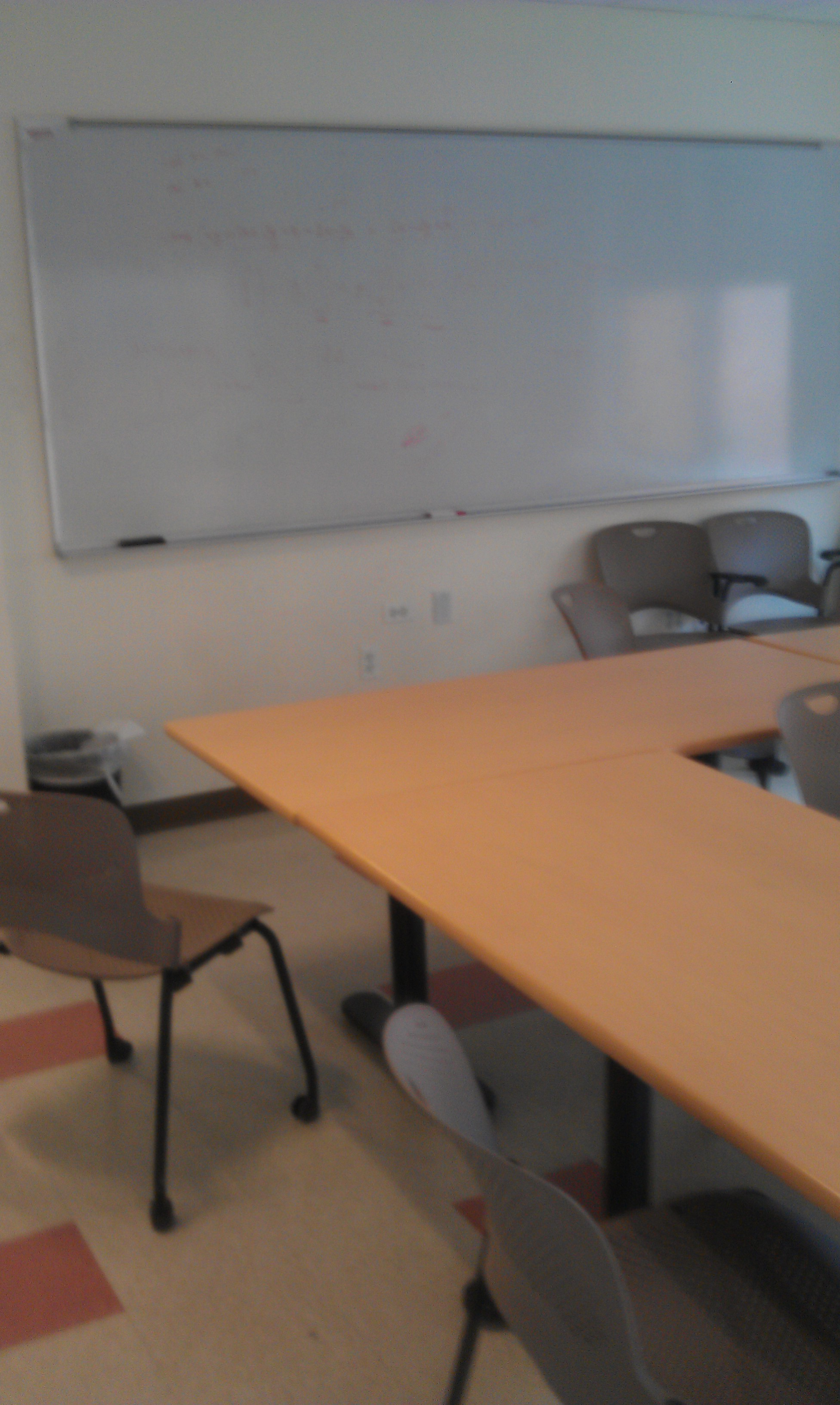
Classroom at Warren Weaver Hall

Institutul Courant găzduiește programe de licență în matematică și informatică ale NYU. CIMS oferă facilități pentru studenții de licență, inclusiv lounge-uri dedicate pentru matematică (etajul 11) și informatică (etajul 3) din Warren Weaver Hall.
Programele de licență pun accent pe competențele cantitative și capacitatea de rezolvare a problemelor, prin lucrul în echipă. Un exemplu: cursul de Computer Vision solicită studenților, în echipe, implementarea de algoritmi din cercetare (cum ar fi cele de segmentare cu graph cut). Permisiunea de a folosi orice limbaj de programare și platformă (de exemplu, hacking Kinect) susține inovația.
Aproximativ 30 % dintre studenții de licență participă la programe de cercetare, precum REU (Financial Research Experiences for Undergraduates – NSF) sau proiecte finanțate de Dean’s Undergraduate Research Fund. CIMS are unul dintre cele mai ridicate procente de studenți implicați în cercetare în cadrul NYU.
Studenții pot urma cursuri de masterat cu aprobarea coordonatorului. Printre reușitele studenților de licență se numără: bursă Apple Worldwide Developers Conference, dezvoltarea unui sistem de recunoaștere a obiectelor pentru reciclare în NYC, locul 7 din 42 în concursul ICPC, și crearea rețelei sociale Diaspora.
Licența în matematică este oferită în formulele BA și BS, cu o mare varietate de cursuri teoretice și aplicate. În cursuri avansate, studenții pot crea modele matematice din domenii precum circulație sanguină, schimbul de gaze pulmonare, controlul volumului celular și mecanismul rinichiului, realizând simulări fiziologice pe calculator.
Departamentul de Informatică oferă Licență în Arte (BA) și patru programe de minor în informatică, web programming, CS&Math, și educație informatică în colaborare cu NYU Steinhardt. De asemenea oferă o diplomă BA cu onoruri, programe combinate CS‑Economics și CS‑Math, dublu diplomă BS/BE în informatică și inginerie, și un program de master accelerat cu Tandon School of Engineering.

### Cercetare academică
Departamentul de Matematică al Institutului Courant ocupă o poziție de frunte în domenii precum analiza matematică și matematica aplicată, cu accent pe ecuații diferențiale parțiale, geometrie diferențială, sisteme dinamice, probabilități și procese stocastice, calcul științific, finanțe matematice, fizică matematică și dinamica fluidelor. O caracteristică distinctivă este natura interdisciplinară a institutului, manifestată prin cursuri, seminare și proiecte comune în arii precum finanțe matematice, știința materialelor, neuroștiințe vizuale, științe atmosferă–ocean, dinamica fluidelor cardiace, fizică cu plasmă și genomică matematică. Analiza joacă, la Courant, rolul de liant între matematica pură și cea aplicată.
Departamentul de Informatică se remarcă prin expertiză în multimedia, limbaje de programare și sisteme, calcul distribuit și paralel, precum și analiza algoritmilor.
Din 1948, institutul publică propriul jurnal de cercetare, Communications on Pure and Applied Mathematics, care reflectă în principal activitatea sa în domeniile matematica aplicată, analiza matematică și fizica matematică. Conținutul istoric al jurnalului oferă o imagine a evoluției teoriei ecuațiilor diferențiale parțiale. Majoritatea articolelor provin de la cercetători ai institutului sau sunt publicate prin invitație. Institutul mai editează și o serie de note de curs, derivate din seminarul sau activitatea academică a facultății și vizitatorilor săi.

## Resurse

### Warren Weaver Hall & 60 Fifth Avenue
Institutul cuprinde Departamentele de Matematică și Informatică ale NYU, precum și multiple activități de cercetare, desfășurate în Warren Weaver Hall, situat pe Mercer Street, în campusul Greenwich Village. Clădirea include săli de curs la parter și etajul 2, două săli de seminarii pe fiecare etaj între 3 și 13, un lounge comun la etajul 13 pentru studiu și discuții și biblioteca Courant la etajul 12. De asemenea, conține laboratoare specializate și birouri pentru cadre și studenți. Departamentul de Informatică și Centrul pentru Știința Datelor se află la 60 Fifth Avenue.

### Resurse de calcul
Institutul dispune de un sistem IBM eServer BladeCenter cu performanță de până la 4,5 TFLOPS, finanțat în parte de IBM și prin fonduri federale — utilizat pentru proiecte de cercetare de către cadrele didactice și studenți. Mașinile rulează diverse sisteme de operare: Windows, Solaris, Mac OS X, Red Hat Enterprise Linux și alte distribuții Linux pentru cercetare. Fiecare birou disponibil pentru studenți și profesori este dotat cu software științific și stații de lucru. Acces la Wi-Fi și terminale X este oferit în zonele comune.
Toți studenții doctoranzi primesc conturi care permit acces la resursele de calcul ale institutului. Studenții de licență pot obține acces cu aprobarea unui profesor sau coordonator. Resursele nu sunt accesibile extern fără sponsorizare academică. Membrii comunității Courant beneficiază de acces la software complet prin platforma MSDN Academic Alliance și alte resurse dedicată cercetării.

### Facilități majore de cercetare
Institutul găzduiește Courant Applied Mathematics Laboratory, un laborator multimilion‑dolar lansat în 1998, cofondat de Stephen Childress și Michael J. Shelley, finanțat de Departamentul de Energie al SUA și de NSF. Laboratorul include facilități experimentale pentru mecanica fluidelor și vizualizare computerizată. De asemenea, este prezent Center for Atmosphere–Ocean Science, un program interdisciplinar de cercetare și postuniversitar în cadrul CIMS.

### cSplash
În fiecare an, CIMS organizează cSplash (Courant Splash), un festival de matematică și informatică destinat liceenilor. Este un program de o zi format din cursuri predate de studenți (licență și master), cadre didactice și cercetători de vârf, conceput pentru a introduce elevii în comunitatea academică și a-i motiva spre cariere în domeniu.

### Activități extracurriculare
La CIMS există numeroase cluburi și organizații studențești pentru studenții de licență și masterat, printre care: Courant Student Organization, ACM at NYU, Women in Computing (WinC), Mathematics Society, Masters Association for Computer Science și altele. Institutul găzduiește seminarii aproape în fiecare zi lucrătoare, susținute de cercetători din industrii și institute de cercetare, precum și din mediul academic. În fiecare an universitar, se organizează ceremonii de premiere, expoziții de proiecte și evenimente dedicate studenților și facultății, precum NYU Computer Science Department Showcase.

## Directori
| Image | Name                     | Timespan       |
| ----- | ------------------------ | -------------- |
|       | Richard Courant          | (1935–1958)    |
|       | James J. Stoker          | (1958–1966)    |
|       | Kurt O. Friedrichs       | (1966–1967)    |
|       | Jürgen Moser             | (1967–1970)    |
|       | Louis Nirenberg          | (1970–1972)    |
|       | Peter Lax                | (1972–1980)    |
|       | S. R. Srinivasa Varadhan | (1980–1984)    |
|       | Cathleen Synge Morawetz  | (1984–1988)    |
|       | Henry McKean             | (1988–1994)    |
|       | David W. McLaughlin      | (1994–2002)    |
|       | Charles M. Newman        | (2002–2006)    |
|       | Leslie Greengard         | (2006–2011)    |
|       | Gérard Ben Arous         | (2011–2016)    |
|       | Richard J. Cole          | (2016–2017)    |
|       | Russel E. Caflisch       | (2017–present) |

## Cadre didactice notabile de la Courant
Aceasta este o selecție restrânsă a unora dintre cadrele didactice celebre ale Institutului Courant și câteva dintre distincțiile lor:„NYU > Courant Institute > About > Scientific Distinction”. Cims.nyu.edu. 1 septembrie 2005. Accesat în 6 august 2011.
- Gérard Ben Arous – Premiul Davidson
- Marsha Berger – NASA Software of the Year, membră a National Academy of Engineering și National Academy of Sciences
- Richard Bonneau
- Robert A. Bonic – coautor Freshman Calculus; cercetător senior; colaborare 1972–1975 cu designerul industrial George A. Sgouros pentru dezvoltarea primelor module de antrenament logic pe calculator (LOGICUBES)
- Fedor Bogomolov
- Luis Caffarelli – Premiul Wolf (2012), Premiul Shaw (2018), Premiul Abel (2023)
- Sylvain Cappell – Bursa Guggenheim
- Sourav Chatterjee – Premiul Davidson
- Jeff Cheeger – Premiul Veblen, membru al NAS, AAAS, Bursa Guggenheim, Premiul Max Planck
- Stephen Childress – Bursa Guggenheim, membru APS„APS Fellow Archive”.
- Demetrios Christodoulou – MacArthur Fellow (1993), NAS, AAAS, Premiul Shaw, Premiul Bôcher
- Richard J. Cole – Bursa Guggenheim
- Martin Davis – Premiul Steele
- Percy Deift – Premiul George Pólya, Bursa Guggenheim, NAS, AAAS
- Rob Fergus – NSF CAREER, Young Investigator, PFF, PECASE, Bursa Sloan
- Kit Fine
- Kurt O. Friedrichs – Medalia Națională pentru Știință (1976)
- Paul Garabedian – Premiul NAS în matematică aplicată, NAS, AAAS
- James Glimm – Premiul Steele, Medalia Națională pentru Știință (2002)
- Leslie Greengard – Premiul Steele, Bursa Packard, NAS, NAE, AAAS
- Mikhail Gromov – Premiul Abel (2009), Premiul Wolf, Premiul Steele, Premiul Kyoto, Premiul Balzan, NAS, AAAS
- Larry Guth
- Martin Hairer – Medalia Fields (2014)
- Helmut Hofer – Premiul Ostrowski, NAS
- Fritz John – MacArthur Fellow (1984)
- Joseph B. Keller – Medalia Națională pentru Știință (1988), Premiul Wolf
- Michel Kervaire
- Subhash Khot – Premiul Alan T. Waterman (2010), Premiul Nevanlinna (2014)
- Bruce Kleiner
- Morris Kline – NAS, autor prolific și popularizator al matematicii, critic al educației matematice
- Peter Lax – Premiul Abel, Medalia Națională pentru Știință (1986), Premiul Steele, Premiul Wolf, Premiul Wiener
- Yann LeCun – Premiul Turing, NAS, AAAS, Academia Franceză de Științe
- Lin Fanghua – Premiul Bôcher, AAAS
- Wilhelm Magnus
- Andrew Majda – Premiul NAS în matematică aplicată, Premiul von Neumann (SIAM)
- Henry McKean – NAS, AAAS
- David W. McLaughlin – NAS, AAAS
- Bud Mishra – Fellow ACM
- Cathleen Synge Morawetz – Medalia Națională pentru Știință (1998), Premiul Steele, Premiul Birkhoff, Conferențiar Noether, NAS, AAAS
- Jürgen Moser – Premiul Wolf, Medalia Watson
- Assaf Naor – Premiul EMS, Bursa Packard, Premiul Salem, Premiul Bôcher, Premiul Blavatnik
- Charles M. Newman – NAS, AAAS
- Louis Nirenberg – Premiul Crafoord, Medalia Națională pentru Știință, Premiul Steele, Premiul Bôcher, Medalia Chern, Premiul Abel
- Michael Overton
- Laxmi Parida – IBM Master Inventor
- Charles S. Peskin – MacArthur Fellow (1983), Premiul Birkhoff, Medalia Națională pentru Știință
- Amir Pnueli – Premiul Turing, Israel Prize, NAE, Fellow ACM
- Peter Sarnak – Premiul Wolf
- Jack Schwartz – creatorul limbajului de programare SETL, conducătorul grupului de robotică
- Michael J. Shelley – APS Fellow, Premiul Frenkiel (APS)
- Victor Shoup – co-dezvoltator al criptosistemului Cramer–Shoup
- Jonathan Sondow
- Joel Spencer
- K. R. Sreenivasan
- Daniel L. Stein – Fellow APS și AAAS
- S. R. Srinivasa Varadhan – Premiul Abel, Premiul Steele, NAS, AAAS, Fellow Royal Society, Medalia Națională pentru Știință
- Akshay Venkatesh – Premiul Salem, Bursa Packard, Medalia Fields (2018)
- Olof B. Widlund
- Margaret H. Wright – NAS, NAE
- Lai-Sang Young – Premiul Satter, Bursa Guggenheim, AAAS
- Jun Zhang – APS Fellow„APS Fellow Archive 2017”.

## Absolvenți notabili ai Courant
Aceasta este o selecție restrânsă a unor absolvenți notabili ai Courant:
- Anjelina Belakovskaia (Master în Finanțe, 2001), campioană la șah feminin în SUA
- Anita Borg (doctorat, 1981), fondatoare a Institutului pentru Femei și Tehnologie (IWT)
- Alexandre Chorin (doctorat, 1966) – Medalia Națională pentru Știință
- Ivan Corwin (doctorat, 2011), profesor la Columbia University
- Charles Epstein (doctorat, 1983), geometrie hiperbolică
- Kenneth M. Golden (doctorat, 1984), matematică aplicată în studiul gheții marine, membru al Explorers Club
- Corwin Hansch (doctorat, 1944), statistică
- Joseph B. Keller – vezi mai sus
- Barbara Keyfitz (doctorat, 1970), directoare a Fields Institute
- David Korn (doctorat, 1969), creatorul limbajului KornShell
- Sergiu Klainerman (doctorat, 1978), profesor la Princeton
- Morris Kline (doctorat, 1936), profesor la NYU (1938–1975)
- Martin Kruskal (doctorat, 1952), Medalia Națională pentru Știință, co-descoperitor al solitonilor și al metodei inverse scattering pentru rezolvarea ecuației KdV
- Peter Lax – vezi mai sus
- Chen Li-an (doctorat, 1968), fost ministru al apărării în Taiwan
- Brian J. McCartin (doctorat, 1981), laureat al Premiului Chauvenet (2010)
- Cathleen Morawetz – vezi mai sus
- Louis Nirenberg – vezi mai sus
- Stanley Osher (doctorat, 1966), metoda Level Set, profesor la University of California, Los Angeles, Premiul Gauss
- George C. Papanicolaou (doctorat, 1969), profesor la Stanford University, NAS, AAAS
- Susan Mary Puglia (licență în informatică și matematică), vicepreședinte la IBM
- Sashi Reddi – antreprenor, investitor de risc, filantrop
- Gary Robinson – inginer software cunoscut pentru algoritmi anti-spam„Gary Robinson”. SpamBayes. 18 septembrie 2010. Accesat în 18 septembrie 2010.Gary Robinson (1 martie 2003). „A Statistical Approach to the Spam Problem”. Linux Journal. Accesat în 18 septembrie 2010.
- Christina Sormani (doctorat, 1996), profesoară la City University of New York
- Shmuel Weinberger (doctorat, 1982), topologie și geometrie, profesor la University of Chicago
- Jacob Wolfowitz (doctorat, 1942), statistică și teoria informației
- Jeffrey Epstein